# Les Neyrolles
Les Neyrolles es una comuna francesa del departamento de Ain, en la región de Auvernia-Ródano-Alpes.

## Demografía
| 392 | 383 | 466 | 526 | 615 | 617 | 632 | 650 | 636 |
| Para los censos de 1962 a 1999 la población legal corresponde a la población sin duplicidades (Fuente: INSEE [Consultar]) |     |     |     |     |     |     |     |     |

Forma parte de la aglomeración urbana de Nantua.